# FS E405 sorozat
Az FS E405 sorozat egy olasz Bo'Bo' tengelyelrendezésű, 3 kV DC áramrendszerű villamosmozdony-sorozat. 1998 és 2002 között összesen 42 db-ot gyártott a Bombardier Lengyelországban még eredetileg a PKP részére. De a vásárlás pénzügyi okokból meghiúsult, ezért a már legyártott mozdonyok végül az FS-hez kerültek. A mozdonyok maximális sebessége 200 km/h, de ez le lett korlátozva 160 km/h-ra. A gépeket egyaránt felhasználják könnyebb tehervonatok és személyszállító vonatok vontatására. Az FS E412 sorozattal közel azonos típus, számos részegység felcserélhető.

## Története
A mozdonyokat eredetileg 1996-ban rendelte meg a PKP, és a mozdonyokat Lengyelországban, a Bombardier Transportation Polska wrocławi üzemében szerelték össze, EU 11-es jelöléssel. A Varsó-Berlin vonalon 8 mozdonyból álló rövid üzemeltetési időszak után később átkerültek az olasz Ferrovie dello Stato (FS) vállalathoz, amely 2003 májusában E.405-re keresztelte át őket.
Ezek a hasonló FS E412 sorozat továbbfejlesztései, amelyeket azonban nemzetközi áruszállításra terveztek, és többáramnemű berendezésekkel rendelkeznek (az FS E405 sorozat csak 3000 V-os egyenáramú vonalakon képesek üzemelni). Maximális sebességük 200 km/h 600 tonnás vonatokkal, bár Olaszországban csak 160 km/h sebességig használhatók (140 km/h a tehervonatok esetében). Viszonylag nagy kezdeti vonóerejüknek (250 kN) köszönhetően nehéz tehervonatokat és gyors személyvonatokat egyaránt vontathatnak.
Elsősorban a Brenner-vasútvonalon közlekednek tehervonatokat vontatva.

## Balesetek
- 2006. december 13-án az FS E405 032-es mozdony balesetet szenvedett Avio közelében Olaszországban.